# Stichillus curvilineatus
Stichillus curvilineatus är en tvåvingeart som först beskrevs av Borgmeier 1925.  Stichillus curvilineatus ingår i släktet Stichillus och familjen puckelflugor. Inga underarter finns listade i Catalogue of Life.